# Nils Philip Gyldenstolpe
Nils Philip Gyldenstolpe, född den 19 februari 1734 på Forsby, Österåkers socken, Södermanlands län, död den 20 februari 1810 i Klara församling, Stockholm, var en svensk greve och ämbetsman.

## Biografi
Han var son till kammarherren greve Ulric Nils Gyldenstolpe och grevinnan Brita Christina Oxenstierna af Korsholm och Wasa, dessutom kusin till Johan Gabriel Oxenstierna (stol 8). Gyldenstolpe blev student vid Uppsala universitet 1750 och anställdes vid Kanslikollegium 1751. Han beklädde olika befattningar vid hovet och blev 1764 hovmarskalk och överkammarherre; som sådan gick han Lovisa Ulrika till handa i politiska ärenden och var samtidigt kronprins Gustavs förtrogne. Gyldenstolpe var landshövding i Gävleborgs län 1773–1781. År 1787 tvingades han lämna hovet men kunde återvända 1789. Gyldenstolpe blev 1792 guvernör för kronprins Gustav Adolf (senare Gustav IV Adolf) och en av rikets herrar. Efter Gustav III:s död anslöt sig Gyldenstolpe till Gustaf Mauritz Armfelt och blev indragen i den Armfeltska konspirationen. För detta blev han avsatt i april 1794 från sin guvernörsbefattning men blev dock bara förvisad från Stockholm istället för åtalad. Detta tack vare kungens önskan om nåd för Gyldenstolpe. Förvisningen upphävdes sedan Gustav IV Adolf blivit myndig, men hans politiska roll var slutspelad.
Den 15 februari 1791 blev Gyldenstolpe hedersledamot av Kungliga Vitterhets Historie och Antikvitets Akademien.

### Familj
Gyldenstolpe var bror till militären Gustaf Anton Gyldenstolpe.